# 晋绥区1945年夏季战役
晋绥区1945年夏季战役，中国亦称晋绥区大反攻、晋绥军区反攻战役，是中国抗日战争发生的战役。